# Bernhard Gobiet
Bernhard Gobiet (né le 18 novembre 1892 à Düsseldorf, mort le 20 juin 1945 dans la même ville) est un peintre allemand.

## Biographie
Il étudie de 1911 à 1914 à l'académie des beaux-arts de Düsseldorf. Soldat pendant la Première Guerre mondiale, il sert dans les Balkans, en Asie mineure et lors de campagne du Sinaï et de Palestine. Il continue à peindre et reprend les motifs orientaux. Après la guerre, il revient à l'académie avec comme professeur August Deusser.
Gobiet préfère l'aquarelle ou le pastel et le genre du nu. En 1920, il reçoit une prime pour une grande œuvre à l'huile de nus féminins dans l'atelier qui représente cependant un voyage en Italie. Peintre paysagiste, il va d'abord Düsseldorf, le Jardin de Cour de Düsseldorf (de), le Malkastenpark (de), la forêt de Grafenberg (de) et le Comté de Flandre, d'où viennent ses aïeuls. De nombreux voyages d'étude entre les deux guerres l'emmènent en Italie, en Dalmatie, en Hongrie, en Suisse, en France, en Espagne, en Afrique du Nord et en Palestine.
Bernhard Gobiet est membre de Malkasten et en sera le président. En 1920, 1922 et 1926, il participe à l'exposition de la Grande exposition d'art NRW de Düsseldorf (de) au Museum Kunstpalast.
En 1927-1928, il est présent à plusieurs reprises dans des expositions de La Jeune Rhénanie ou de la Sécession Rhénane. Pour la salle rhénane de la GeSoLei, Bernhard Gobiet fait un diptyque de deux nus féminins, toujours présent dans la halle. En 1930, il est de l'exposition de l'art allemand au Palais des glaces de Munich.
Dans les années 1930, Gobiet voyage souvent autour de la Méditerranée. Il crée de nombreuses œuvres avec des motifs de Monte-Carlo, la péninsule italienne et la Sicile et il a participé à l'exposition annuelle de la Sécession Rhénane avec Cassis qui est aussi le portrait de Werner Schramm.
En tant que représentant de l'impressionnisme tardif, il a le soutien de Johanna Ey (de), connaît Otto Dix à qui il rend visite à Gaienhofen pendant la Seconde Guerre mondiale.
Le qualifiant d'Art dégénéré, les nazis confisquent 1 937 œuvres de Bernhard Gobiet, dont Enfants tziganes issu des collections du Museum Kunstpalast. En 1940, l'une de ses peintures est montrée en contre-exemple à la Große Deutsche Kunstausstellung à la Haus der Kunst. Dans la dernière année de la guerre, Gobiet est appelé pour le service militaire et fait prisonnier, il meurt peu de temps après sa libération du camp de la prison en juin 1945.